# Jean-Victor Pellerin
Ne doit pas être confondu avec Jean Pellerin.
Jean-Victor Pellerin, né le 3 mai 1889 à Paris où il est mort le 21 février 1970, est un poète et auteur dramatique français.

## Biographie
Il est le fils d'Auguste Pellerin (20 février 1853, Paris - 18 octobre 1929, Neuilly-sur-Seine) entrepreneur et collectionneur d'art français. Au décès de leur père, Jean-Victor et sa sœur Juliette, vont hériter de 117 tableaux de Paul Cézanne dont Les grandes baigneuses,.
Plusieurs de ces pièces ont été mises en scène par Gaston Baty (1885-1952) : Intimité en 1922 au théâtre des Mathurins, Têtes de rechange en 1926 au studio des Champs Élysées, Cris des cœurs en 1928 au théâtre de l'Avenue et Terrain vague en 1931 au théâtre Montparnasse.
En 1951, il reçoit le prix Archon-Despérouses, en 1959 le Prix d’Académie (Fondation Le Métais-Larivière) pour l'ensemble de son œuvre, en 1960 le Prix Broquette-Gonin (poésie), pour l'ensemble de son œuvre poétique.
« Il sait la difficulté d'être et la transcende par des ironies sans grincement, satirise sans méchanceté, trace des Épitaphes dignes des burlesques du XVIIe siècle, aime la discrétion des mots du cœur, sourit des aléas de la gloire, en bref offre une présence amicale du poème qui semble cheminer main dans main avec la vie. »

## Œuvres

### Romans
- Insulaire, récit, Ollendorff, 1920[note 1]

### Théâtre
- Têtes de rechange, Cahiers de "Masques", 1926.
- Intimité, Cahiers de "Masques", 1928.
- Cris des cœurs, Cahier de "Masques", 1928.
- Terrain vague, Cahiers de "Masques" 1931. Cette pièce en trois actes a été créée au théâtre Montparnasse le 4 février 1931 et représentée jusqu'au dimanche 14 juin dans une mise en scène de Gaston Baty.

### Poésie
- En allant…, Ollendorff, 1911.
- 32 décembre, La Sirène, 1922[note 2]
- Pièces détachées, Les Arcades, 1935.
- Jean-qui-pleure et Jean-qui-rit, Bordas, 1949.
- Traduit de l'Esquimau, Bordas, 1949.
- Les Aveux, Bordas, 1952.
- Épitaphes à vendre, Seghers, 1955.
- Marchand des Quatre-Saisons, Points et Contrepoints, 1957.
- Référence parler, Points et Contrepoints, 1958.
- Ailleurs, Points et Contrepoints, 1959.
- Miel et Fiel, Points et Contrepoints, 1962.
- Bipède rétif, Points et Contrepoints, 1967.
- Sans vergogne, Points et Contrepoints, 1969.

### Traductions
- Henri Heine, Cinquante Lieder, mis en vers français par Jean-Victor Pellerin, Ollendorff, 1913.
- Hjalmar Gullberg en français, Nordtedts, 1941.
- Anthologie des poètes suédois contemporains, Stock, 1947.